# Terrai Bainen
Terrai Bainen (în arabă ترعى بينان) este o comună din provincia Mila, Algeria.
Populația comunei este de 23.299 de locuitori (2008).